# La Bataille de roses
Pour plus de détails, voir Fiche technique et Distribution.
La Bataille de roses (薔薇合戦, Bara gassen) est un film japonais réalisé par Mikio Naruse, sorti en 1950.

## Synopsis
Le mari de Masago Satomi décède alors que son entreprise de cosmétique se trouve secouée par une enquête pour détournement de fonds. Masago hérite de l'entreprise mais la perd rapidement en raison des dettes contractées par son mari. Bien décidée à se relever et soutenue financièrement par M. Kasahara, elle se retrouve à la tête d'une nouvelle entreprise de cosmétique concurrente, Nigera, qui prospère rapidement. Pendant ce temps ses deux jeunes sœurs Hinako et Chisuzu se démènent avec leurs vies sentimentales chaotiques. Hinako bien qu'attirée par Sonoike accepte d'épouser Daisuke Hinatsu, un employé de Nigera, sur l'injonction de sa sœur aînée. La cadette Chizusu, bien décidée à prendre sa liberté, quitte la maison familiale pour vivre une relation amoureuse avec son amant Ejima qui ne tarde pas à lui soutirer de l'argent.

## Fiche technique
- Titre français : La Bataille de roses
- Titre original : 薔薇合戦 (Bara gassen?)[1]
- Réalisation : Mikio Naruse
- Scénario : Motosada Nishiki d'après le roman de Fumio Niwa
- Photographie : Haruo Takeno
- Musique : Seiichi Suzuki
- Décors : Takashi Matsuyama
- Montage : Hisashi Sagara
- Producteur : Sōjirō Motoki et Shigeki Sugiyama (ja)
- Société de production : Shōchiku
- Pays d'origine :  Japon
- Langue originale : japonais
- Format : noir et blanc - 1,37:1 - 35 mm - mono
- Genre : drame
- Durée : 98 minutes (métrage : 10 bobines - 2 686 m[2])
- Date de sortie : 
  - Japon : 28 octobre 1950[2]

## Distribution
- Kuniko Miyake : Masago Satomi
- Setsuko Wakayama (ja) : Hinako
- Yōko Katsuragi : Chisuzu
- Kōji Tsuruta : Sonoike
- Tōru Abe : Mogi
- Mitsuo Nagata (ja) : Daisuke Hinatsu
- Yōko Wakasugi : Kiyoko Yamashita
- Shirō Ōsaka : Ejima
- Noriko Sengoku : la femme d'Ejima
- Hanshirō Iwai (ja) (sous le nom de Shōen Ichikawa) : Kojima
- Eitarō Shindō : Kasahara
- Hiroshi Aoyama (ja) : Ozeki
- Toshiko Ayukawa (ja) : Isoko